# Holger Boland
Holger Boland (født 14. januar 1905 i København, død 11. november 1989 på Frederiksberg) var en dansk operasanger (bas), oversætter, instruktør, pædagog og inspirator, der gennem flere generationer var et kraftcentrum indenfor dansk opera.
Han debuterede som sanger på Det Kongelige Teater i 1936 som Doktor Bartolo i Figaros Bryllup og nåede i sin lange karriere at optræde i mere end 125 operaer. Som buffosanger var han suveræn, og på samme måde sprudlede hans operaoversættelser af underfundighed, ordglæde og opfindsomhed. Han var medstifter af Den Jyske Opera i 1947 og dens kunstneriske leder fra samme år. I mange år var han drivkraften bag Sommeroperaen i Den Gamle By i Århus, hvor han både medvirkede og iscenesatte mange af forestillingerne. Han virkede desuden som gæsteinstruktør i Norden og USA og havde fast tilknytning til Drottningholmsteatern ved Stockholm fra 1957.
Han har medvirket i en række danske film. Ikke mindst huskes han af mange som vagabonden Tusindfryd i Erik Ballings film Midt om natten fra 1984.